# Sedjefakare
Sedjefakare Kay Amenemhat VII là một pharaon Ai Cập thuộc vương triều thứ 13, ông được biết đến thông qua bản danh sách vua Turin và một vài hiện vật khác bao gồm sáu con dấu trụ lăn, một bệ đỡ thuyền từ Medamud và hai con dấu hình bọ hung. Tên của ông còn xuất hiện như là hình vẽ trên tường bên trong ngôi mộ của Khuit I tại Saqqara. Ryholt quy cho ông một triều đại từ 6–7 năm mà không có thêm bằng chứng nào khác.